# Haliclona indistincta
Haliclona indistincta är en svampdjursart som först beskrevs av James Scott Bowerbank 1866.  Haliclona indistincta ingår i släktet Haliclona och familjen Chalinidae. Inga underarter finns listade i Catalogue of Life.